# Konār Kheymeh
Konār Kheymeh (persiska: كنار خيمه, كُهنِه خِيمِه) är en ort i Iran.   Den ligger i provinsen Bushehr, i den södra delen av landet, 900 km söder om huvudstaden Teheran. Konār Kheymeh ligger 13 meter över havet och antalet invånare är 376.
Terrängen runt Konār Kheymeh är platt åt sydväst, men åt nordost är den kuperad.Runt Konār Kheymeh är det glesbefolkat, med 11 invånare per kvadratkilometer. Närmaste större samhälle är Berkeh Dokān, 18,0 km öster om Konār Kheymeh. Trakten runt Konār Kheymeh är ofruktbar med lite eller ingen växtlighet.